# Генріх VI (пфальцграф Рейнський)
Генріх VI Молодший (нім. Heinrich VI. der Jüngere; бл. 1196–1214) — 10-й пфальцграф Рейнський в 1212—1214 роках.

## Життєпис
Походив з роду Вельфів. Син Генріха V, пфальцграфа Рейнського, та Агнеси фон Гогенштауфен (доньки Конрада, пфальцграфа Рейнського). Народився близько 1196 року. Виховувався при дворі англійського короля Джона I.
1211 року повернувся на батьківщину. 1212 року одружився з Матильдою, представницею Брабанського дому. Тоді ж був учасником гофтагу в Аахені, який зібрав імператор Оттон IV. Того ж року батько передав йому пфальцграфство Рейнське, але фактичне керівництво залишив собі. Невдовзі перейшов на бік Фрідріха фон Гогенштауфена. Раптово помер 1214 року. Похований у монастирі Шенау біля Гайдельбергу.

## Родина
Дружина — Матильда, донька Генріха I, герцога Брабанту
Дітей не було